# Szigetszentmiklós
Szigetszentmiklós est une ville et une commune du comitat de Pest en Hongrie.

## Géographie
Szigetszentmiklós est située à la frontière méridionale de Budapest, sur l'île de Csepel, dans la plaine de Csepeli, qui s'étend vers le sud. 
La ville est visible depuis le nord de 21e arrondissement de Budapest, elle est bordée à l'est par l'affluent Ráckevei-Duna (hu), au sud par Szigethalom, au sud-ouest par Tököl, à l'ouest par Halásztelek et au nord-ouest par le Danube (ou le 22e arrondissement de Budapest sur la rive droite du fleuve).

## Population
| 2013   | 2014   | 2021   | 2022   |
| ------ | ------ | ------ | ------ |
| 34 714 | 35 090 | 40 519 | 40 679 |

| 2023   | 2024   | - | - |
| ------ | ------ | - | - |
| 39 954 | 40 069 | - | - |

## Transports

### Transport ferroviaire
La ligne H6 du HÉV de Budapest a quatre arrêts à Szigetszentmiklós.

### Transport par bus
De nombreux bus de la compagnie Volánbusz assurent le transport à Szigetszentmiklós.
Les bus 38, 238 et 278 relient Csepel au centre de Szigetszentmiklós.
Les bus 279, 279B, 280 et 280B depuis Lakihegy vont à Szigetszentmiklós via Auchan et le parc industriel de Leshegyi

## Sites et monuments
- Tour de transmission Lakihegy (hu) de Magyar Rádió (monument historique industriel, le bâtiment le plus haut du pays, symbole de Magyar Rádió.
- Sentier pédagogique le long du Danube
- Le tombeau de Jenő Ádám (en)

## Jumelages
La ville de Szigetszentmiklós est jumelée avec :
| Ville | Ville                | Pays | Pays              |
| ----- | -------------------- | ---- | ----------------- |
|       | Busko-Zdrój          |      | Pologne           |
|       | Gheorgheni           |      | Roumanie          |
|       | Gorna Oryahovitsa    |      | Bulgarie          |
|       | Haukipudas           |      | Finlande          |
|       | Kočani (en)          |      | Macédoine du Nord |
|       | Specchia             |      | Italie            |
|       | Steinheim            |      | Allemagne         |
|       | Sveti Martin na Muri |      | Croatie           |

## Galerie

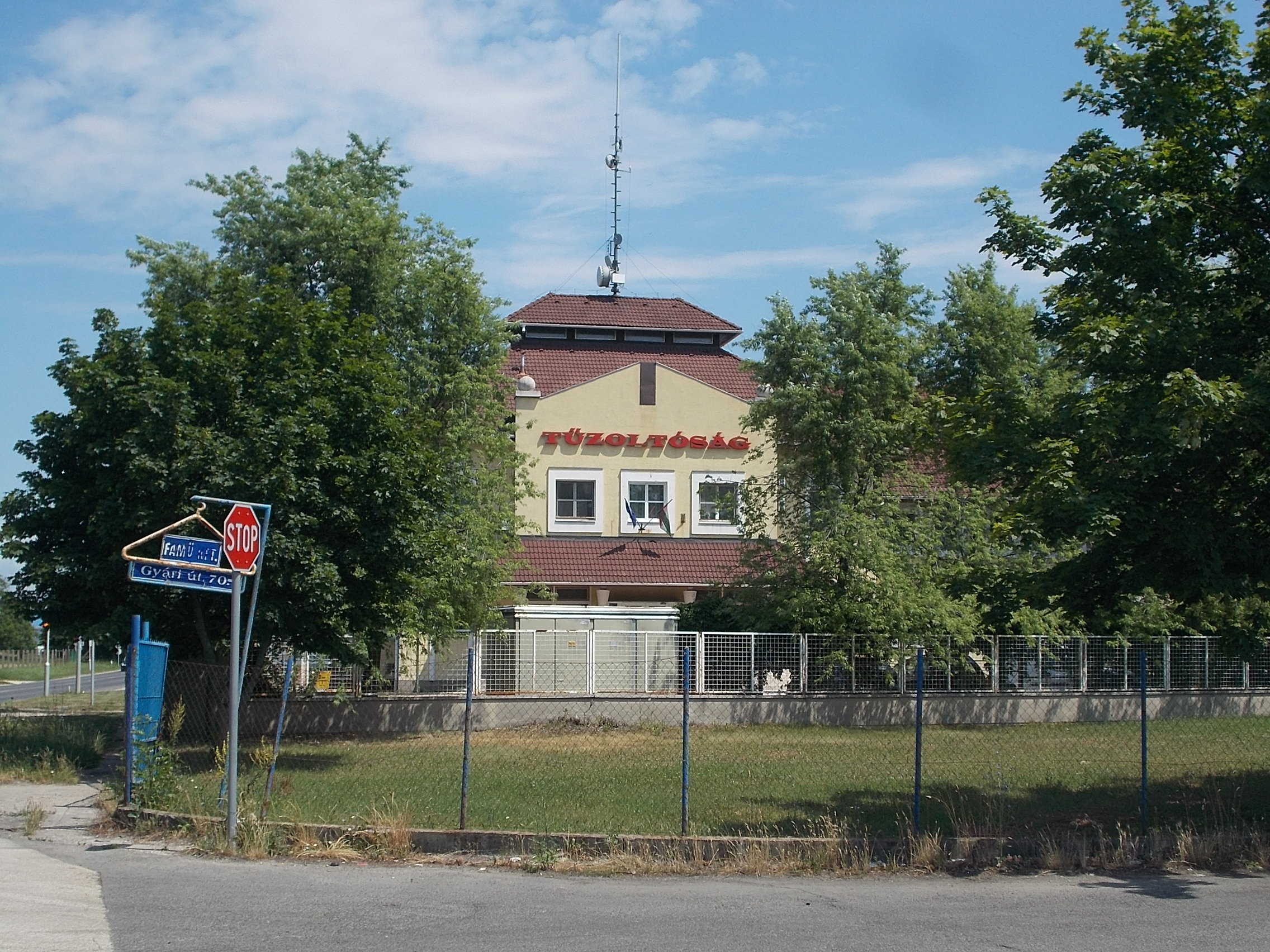
Caserne de pompiers.
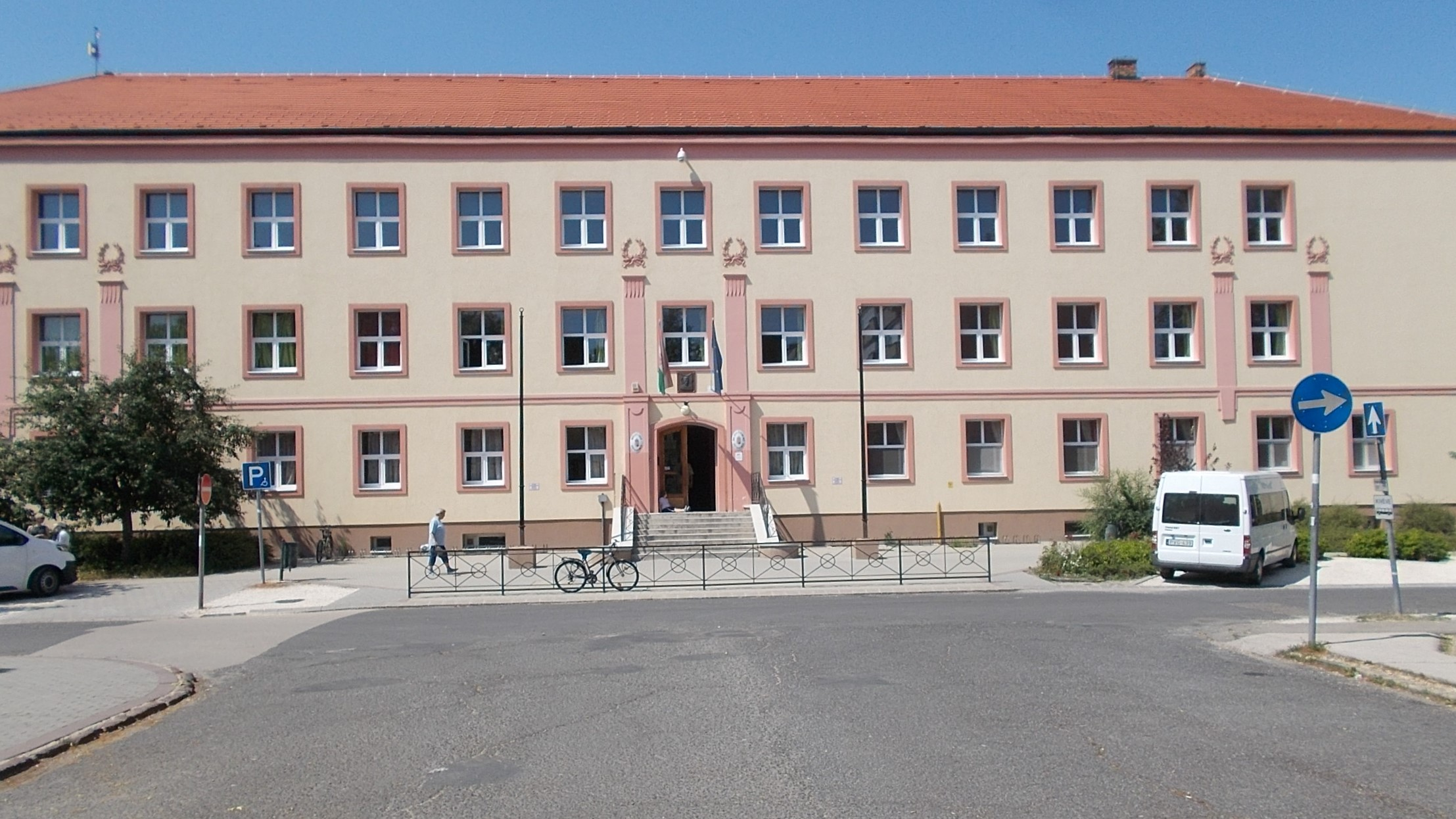
École József Attila Általános.
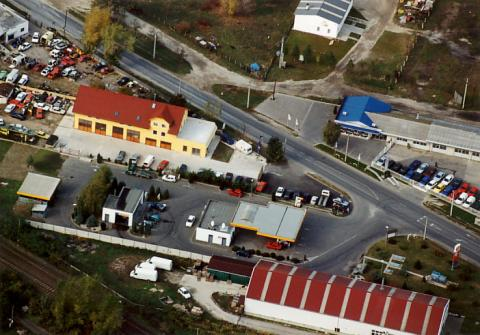
Usines.